# Flickan från Havana
Flickan från Havana (engelska: Moonlight in Havana) är en amerikansk långfilm från 1942 i regi av Anthony Mann, med Allan Jones, Jane Frazee, Marjorie Lord och William Frawley i rollerna.

## Handling
Basebollspelaren Johnny Norton (Allan Jones) blir avstängd från sitt lag. Johnny har dock också en talang för att sjunga och när musikproducenten Barney Crane (William Frawley) hör honom erbjudar han honom ett kontrakt. Nortons första uppträdande blir med Gloria Jackson (Jane Frazee) i Havanna på Kuba.

## Rollista
| Allan Jones     | – Johnny Norton  |
| Jane Frazee     | – Gloria Jackson |
| Marjorie Lord   | – Patsy Clark    |
| William Frawley | – Barney Crane   |
| Don Terry       | – Eddie Daniels  |
| Sergio Orta     | – Martinez       |
| Wade Boteler    | – Joe Clark      |
| Hugh O'Connell  | – Charlie        |
| Jack Norton     | – George         |